# Citrati
Citrati su soli limunske kiseline.

## Važniji citrati
- Željezov(II) citrat - upotrebljava se kao lijek protiv slabokrvnosti. Dobiva se otapanjem željeza u limunskoj kiselini.

- Natrijev citrat - upotrebljava se kao zamjena za kuhinjsku sol. Dobiva se otapanjem natrija u limunskoj kiselini ili reakcijom sode bikarbone i limunske kiseline.
- Kalijev citrat- Nastaje otapanjem kalija u limunskoj kiselini ili neutralizacijom kalijevog hidroksida s limunskom kiselinom.
- Kalcijev citrat nastaje otapanjem kalcija u limunskoj kiselini ili neutralizacijom kalcijevog hidroksida s limunskom kiselinom.